# Mykola Morozov
Mykola Morozov, ukr. Микола Вікторович Морозов (ur. 31 grudnia 1984 w Zaporożu) – polski futsalista pochodzenia ukraińskiego, zawodnik z pola. W 2018 zmienił obywatelstwo na polskie.

## Kariera piłkarska
Wychowanek klubu Zirka Zaporoże, barwy której bronił w juniorskich mistrzostwach Ukrainy (DJuFL). W 2004 rozpoczął karierę piłkarską w farm klubie ZDU Zaporoże, a w 2005 debiutował w głównej drużynie DSS Zaporoże. W sezonach 2007/08 i 2008/09 bronił barw Kontynhentu Żytomierz. W sierpniu 2009 został zaproszony do polskiego klubu Marwit Toruń. Przed rozpoczęciem sezonu 2018/19 zasilił skład beniaminka Futsal Ekstraklasy Acana Orzeł Futsal Jelcz-Laskowice.

## Sukcesy i odznaczenia

### Sukcesy piłkarskie
Marwit/FC Toruń
- mistrz I ligi: 2010/11, 2014/15 (gr.I)
- brązowy medalista Futsal Ekstraklasy: 2016/17, 2017/18